# Noordse toendravlinder
De noordse toendravlinder (Oeneis norna) is een dagvlinder uit de familie Nymphalidae, schoenlappers, parelmoervlinders en zandoogjes

## Verspreiding
De soort komt in Europa alleen voor in Scandinavië, in Lapland en in Zweden ook iets zuidelijker in het landschap Jämtland. In Azië komt de soort ook voor in de noordelijkste delen van de Oeral, de Sajan, het Altajgebergte, de kustgebieden bij Ochotsk en het schiereiland Kamtsjatka, Siberië, Tsjoekotka, Magadan en het Japanse eiland Honshu.

## Levenswijze
De noordse toendravlinder gebruikt planten uit de grassenfamilie als waardplant. Rupsen zijn gevonden op timoteegras (Phleum pratense), alpenbeemdgras (Poa alpina), diverse soorten zegge (Carex) en borstelgras (Nardus stricta). De ontwikkeling van ei tot vlinder duurt twee jaar en in die periode overwinteren de rupsen twee keer.
Er is één generatie die vliegt in juni en juli.

## Biotoop
De soort komt voor in verschillende biotopen waaronder bergweiden, vochtig grasland, hoogveengebieden, heideterreinen en toendra.